# Trauner Sándor
Trauner Sándor, Alexandre Trauner, született: Trau Sándor (Budapest, 1906. szeptember 3. – Omonville-la-Petite, 1993. december 5.) magyar származású Oscar- és háromszoros César-díjas francia festőművész, grafikus, jelmeztervező, díszlettervező.
Angolszász nyelvterületen Alexander Trauner néven is emlegetik.

## Életpályája
Tehetsége korán megmutatkozott, 1921–22-ben a Haris közi szabadiskolában Rippl-Rónai József növendéke volt, 1923-ban Podolini-Volkmann Artúr festőiskolájában folytatott tanulmányokat. A rákövetkező évben beiratkozott a budapesti Képzőművészeti Főiskolára, ahol Csók István mellett tanult festőművészetet. 1925-ben barátaival (Hegedűs Béla, Kepes György, Korniss Dezső, Schubert Ernő, Veszelszky Béla, Vajda Lajos) megalakította a progresszív fiatalok csoportját, s tagja a Képzőművészek Új Társaságának. Ugyanebben az évben volt első kiállítása egy avantgárd könyvesboltban. Összeismerkedett Kassák Lajossal, akinek személyisége – az orosz avantgárd-művészettel együtt – erős hatást tett rá. Aktívan részt vett a Munka-kör baloldali alkotóközösség tevékenységében. A hivatalos szankcióktól tartva, illetve az erősödő antiszemitizmus miatt – Csók István tanácsára – 1929-ben Franciaországba ment.
Munkát keresve Párizsban összeismerkedett Lazare Meersonnal, René Clair filmrendező díszlettervezőjével, s így a festészet mellett a filmezés felé fordult. 1930-ban Luis Buñuel rendezésében készült Aranykor című filmben debütált díszleteivel, majd Meerson asszisztenseként részt vehetett Clair első hangosfilmjének, a világhírűvé lett Párizsi háztetők alatt című zsánerfilm elkészítésében.
1936-ig tizennégy filmben dolgozott Meerson mellett, René Clair, Julien Duvivier, Marc Allégret és Claude Autant-Lara műveiben. 1937-től már fődekoratőr. Marcel Carné filmrendező, Jacques Prévert író, költő és Kozma József zeneszerző oldalán tagja lett a költői realizmust megvalósító híres Carné-négyesnek. Ő tervezte a Ködös utak, a Külvárosi szálloda, valamint a Mire megvirrad című melodrámák díszleteit. Trauner fáradhatatlanul rótta és rögzítette maga számára Párizs utcáit magyar fényképész barátaival, Brassaïval és André Kertésszel. Ma már tudható: lényegében ők őrizték meg a franciák részére a 30-as évek Párizsát: a későbbi nagyszabású bontások és átépítések miatt szinte már csak az ő fényképeikről és Trauner díszleteiből tudható, milyen is volt akkor a francia főváros.
A második világháború alatt – zsidó származása miatt – bujkálni kényszerült: dél-franciaországi illegalitásban készítette Jean Grémillon A nyár fényei, valamint Marcel Carné A sátán követei és a Szerelmek városa című filmjeinek díszleteit – neve is csak később kerülhetett fel a kópiákra.
A háború után is Marcel Carné mellett maradt. Hatalmas díszleteket tervezett, és építette fel a Párizs északi negyedeinek külsős helyszíneit ábrázoló makettjeit a főváros-környéki stúdiókban. Legimpozánsabb alkotása a Barbès-Rochechouart metrómegálló és a magasvasút jellegű metró volt, a mellette futó gépkocsiforgalmat biztosító körúttal, de elkészítette a Villette-i-medencét és kikötőt, valamint az Ourcq-csatornát is, uszályokkal…
Kiemelkedő tehetsége folytán nemzetközi hírnévre tett szert. Sorban keresték meg és látták el munkával az 1950-es években Párizsban forgató amerikai filmrendezők is. 1955-ben ismerkedik össze az osztrák származású Billy Wilder filmrendezővel, akinek elkészíti az Ariane látványterveit. Találkozásuk egy gyümölcsöző időszak kezdete lett. Wilder invitálásának eleget téve Trauner az Amerikai Egyesült Államokba utazott, hogy Hollywoodban olyan jelentős rendezők díszlet-, illetve látványtervezőjeként dolgozzon, mint Orson Welles, Billy Wilder, Jules Dassin, Martin Ritt, Peter Ustinov, vagy Fred Zinnemann. A Legénylakás című film látványterveiért Oscar-díjat kapott, és nagyban kivette részét az öt kategóriában is Oscar-díjas Irma, te édes című Billy Wilder-alkotásból is. Két film társproducereként is jegyzik.
1974-ben John Huston Aki király akart lenni című filmjével – amellyel ismét Oscar-díjra jelölték – búcsúzott Hollywoodtól. Végleg visszatelepült Franciaországba és Joseph Losey rendezővel kezdett dolgozni.
1982-ben André Libik producer felkérésére elvállalta, hogy a Simó Sándor által rendezett Viadukt című koprodukciós magyar film látványtervezője legyen. Élete során mintegy nyolcvan film díszletterveit készítette el.
Színházak részére is dolgozott, egyebek közt ő tervezte a díszleteket Jean-Paul Sartre Kean, a színész című drámájának párizsi előadásához.
Műveiből több kiállítást is rendeztek: 1981-ben Budapesten, a Magyar Nemzeti Galériában, 1986-ban a párizsi Képzőművészeti Főiskolán, és ugyanebben az évben a lyoni Louis Lumière Intézetben.
„A 7. művészet mitikus figurájának” munkamódszere sajátos volt. Sohasem tagadta meg festői mivoltát: számára rendkívül fontos volt a fény, a fekete-fehér filmek díszleteihez is színes vázlatokat festett, és csak nagyon ritkán épített maketteket – bár abban is remekelt. Ugyanakkor gyakran használt optikai trükköket a korhű látvány és hangulat megteremtéséhez, valamint a díszletek mélységének kihangsúlyozásához. Jacques Prévert írta róla Díszletek című versében:
| … Décors de Trauner architecture imaginaire de rêves de plâtras de lumière et de vent Décors de Trauner si beaux et si vivants. | … Trauner-díszletek mesebeli építészet álmokból gipszből fényből és szélből Trauner-díszletek oly szépek és élők. |

1980-ban a Berlini Nemzetközi Filmfesztivál zsűrijének tagja volt, 1986-ban pedig a cannes-i nemzetközi filmfesztivál zsűrijébe hívták meg.
1990 márciusában Cherbourg városa – ahol az 1970-es évek elejéig lakott – díszpolgárának választotta. 1991-ben szélütés érte. Két évvel később az alsó-normandiai Omonville-la-Petite falucskában érte a halál. Örökös barátja, Jacques Prévert költő mellett nyugszik a helyi temetőben.
Trauner Sándor egyike volt azon világhírű magyaroknak, akik – noha nem Magyarországon váltak ismertté – magyarságukat soha nem tagadták meg, anyanyelvüket nem felejtették el.

## Díjai és elismerései
- 1952 – A cannes-i filmfesztivál nagydíjas filmjének, az Othello, a velencei mór tragédiája látványtervezője
- 1955 – A cannes-i fesztiválon a legjobb rendezésért díjazott Rififi a férfiaknál című film látványtervezője
- 1961 – Oscar-díj a legjobb fekete-fehér látványtervért – Legénylakás
- 1975 – jelölés a legjobb látványtervnek járó Oscar-díjra – Aki király akart lenni
- 1977 – César-díj a legjobb díszletnek – Klein úr
- 1980 – César-díj a legjobb díszletnek – Don Giovanni
- 1986 – César-díj a legjobb díszletnek – Metró
- 1991 – Európai Filmakadémia Felix-díja, életműve elismeréseként

## Filmjei

### Díszlet- és látványtervezőként
- 1955 – A fáraók földje[5] (Land of the Pharaohs), rendező: Howard Hawks
- 1960 – Legénylakás (The Apartment), rendező: Billy Wilder
- 1963 – Irma, te édes (Irma la Douce), rendező: Billy Wilder
- 1976 – Klein úr (Monsieur Klein), rendező: Joseph Losey
- 1978 – Les routes du sud, rendező: Joseph Losey
- 1982 – Viadukt, rendező: Simó Sándor

### Díszlettervezőként
- 1930 – Aranykor (L’âge d'or), rendező: Luis Buñuel
- 1932 – Danton, rendező: André Roubaud
- 1932 – L’affaire est dans le sac, rendező: Pierre Prévert
- 1933 – Faut réparer Sophie, rendező: Alexandre Ryder
- 1934 – Sans famille, rendező: Marc Allégret
- 1936 – Vidám tragédia[6] (Drôle de drame ou L'étrange aventure de Docteur Molyneux), rendező: Marcel Carné
- 1936 – Vous n’avez rien à déclarer?, rendező: Léo Joannon
- 1937 – Andere Welt, rendező: Marc Allégret és Alfred Stöger
- 1937 – A malakkai nő (La dame de Malacca), rendező: Marc Allégret
- 1937 – A veszedelmes lány (Gribouille), rendező: Marc Allégret
- 1938 – Ködös utak (Le quai des brumes), rendező: Marcel Carné
- 1938 – Színészbejáró (Entrée des artistes), rendező: Marc Allégret (a maketteket is ő készítette)
- 1938 – Külvárosi szálloda (Hôtel du Nord), rendező: Marcel Carné
- 1938 – Mollenard, rendező: Robert Siodmak
- 1939 – Mire megvirrad (Le Jour se lève), rendező: Marcel Carné
- 1941 – Vontatók (Remorques), rendező: Jean Grémillon (makettek)
- 1942 – A sátán követei (Les visiteurs du soir), rendező: Marcel Carné (a jelmezeket is ő tervezte)
- 1942 – Soyez les bienvenus, rendező: Jacques de Baroncelli (makettek)
- 1943 – A nyár fényei (Lumière d'été), rendező: Jean Grémillon (makettek)
- 1943 – Le soleil a toujours raison, rendező: Pierre Billon (makettek)
- 1943 – Tiétek az ég! (Le ciel est à vous), rendező: Jean Grémillon
- 1945 – Szerelmek városa (Les enfants du paradis), rendező: Marcel Carné
- 1945 – Les malheurs de Sophie, rendező: Jacqueline Audry (makettek)
- 1946 – Az éjszaka kapui (Les portes de la nuit), rendező: Marcel Carné
- 1947 – Voyage surprise, rendező: Pierre Prévert
- 1947 – La fleur de l'âge, rendező: Marcel Carné (befejezetlen film)
- 1947 – Rêves d’amour, rendező: Christian Stengel (makettek)
- 1950 – Manèges, rendező: Marc Allégret (makettek)
- 1950 – A kikötő Máriája (La Marie du port), rendező: Marcel Carné
- 1950 – Juliette ou la clef des songes, rendező: Marcel Carné
- 1951 – Csoda csak egyszer történik  (Les miracles n'ont lieu qu'une fois), rendező: Marc Allégret (makettek)
- 1952 – Othello, a velencei mór tragédiája (The Tragedy of Othello: The Moor of Venice), rendező: Orson Welles
- 1952 – Torticola contre Frankensberg, rendező: Paul Paviot (rövidfilm)
- 1952 – Les sept pêches capitaux – La luxure, rendező: Yves Allégret (makettek)
- 1952 – La jeune folle, rendező: Yves Allégret
- 1952 – A zöld kesztyű (The Green Glove), rendező: Máté Rudolf
- 1952 – Hobson's Choice, rendező: David Lean
- 1953 – Kegyelemlövés (Un acte d'amour), rendező: Anatole Litvak
- 1955 – L’amant de lady Chatterley, rendező: Marc Allégret
- 1955 – La lumière d'en face, rendező: Georges Lacombe
- 1955 – Rififi a férfiaknál (Du rififi chez les hommes), rendező: Jules Dassin
- 1956 – Sztriptíz-kisasszony (En effeuillant la marguerite), rendező: Marc Allégret
- 1956 – Ariane, rendező: Billy Wilder
- 1957 – Délutáni szerelem (Love in the Afternoon), rendező: Billy Wilder
- 1957 – A vád tanúja (Witness for the Prosecution), rendező: Billy Wilder
- 1957 – The Happy Road, rendező: Gene Kelly
- 1958 – Légy szép és tartsd a szád! (Sois belle et tais-toi), rendező: Marc Allégret
- 1958 – L’amour est en jeu, rendező: Marc Allégret
- 1959 – Le secret du chevalier d’Éon, rendező: Jacqueline Audry
- 1959 – Egy apáca története (The Nun’s Story), rendező: Fred Zinnemann
- 1960 –  Once More, with Feeling!, rendező: Stanley Donen
- 1961 – Egy, kettő, három (One, Two, Three), rendező: Billy Wilder
- 1961 – Párizs blues (Paris Blues), rendező: Martin Ritt
- 1961 – Romanoff and Juliet, rendező: Peter Ustinov
- 1961 – Szereti ön Brahmsot? (Goodbye Again), rendező: Anatole Litvak
- 1962 – Kés a sebben (Le couteau dans la plaie), rendező: Anatole Litvak
- 1962 – Gigot, rendező: Gene Kelly
- 1964 – Bűbájos gyilkosok (Behold a Pale Horse), rendező: Billy Wilder
- 1964 – Csókolj meg tökfej! (Kiss Me, Stupid), rendező: Billy Wilder
- 1966 – Hogyan kell egymilliót lopni? (How to Steal a Million), rendező: William Wyler
- 1967 – A tábornokok éjszakája (The Night of the Generals), rendező: Anatole Litvak
- 1968 – A Flea in Her Ear, rendező: Jacques Charon
- 1968 – Zűrben (Up Tight!), rendező: Jules Dassin
- 1970 – Promise at Dawn, rendező: Jules Dassin
- 1970 – Sherlock Holmes magánélete (The Private Life of Sherlock Holmes), rendező: Billy Wilder
- 1971 – Egy válás meglepetései (Les mariés de l'an II), rendező: Jean-Paul Rappeneau
- 1973 – Story of a Love Story, rendező: John Frankenheimer
- 1974 – Grandeur nature, rendező: Luis García Berlanga
- 1975 – Aki király akart lenni (The Man Who Would Be King), rendező: John Huston
- 1976 – La première fois, rendező: Claude Berri
- 1978 – Fedora, rendező: Billy Wilder
- 1979 – Don Giovanni, rendező: Joseph Losey
- 1980 – A jó öreg dr. Fu Manchu (The Fiendish Plot of Dr. Fu Manchu), rendező: Piers Haggard
- 1981 – Nagytakarítás (Coup de torchon), rendező: Bertrand Tavernier
- 1982 – A pisztráng (La truite), rendező: Joseph Losey
- 1983 – Viszlát Pantin! (Tchao pantin), rendező: Claude Berri
- 1984 – Vive les femmes!, rendező: Claude Confortès
- 1985 – Metró (Subway), rendező: Luc Besson
- 1985 – Harem, rendező: Arthur Joffe
- 1986 – Jazz Párizsban ('Round Midnight), rendező: Bertrand Tavernier
- 1987 – Le moustachu, rendező: Dominique Chaussois
- 1988 – Bengáli éjszakák (La nuit Bengali), rendező: Nicolas Klotz
- 1988 – L’excès contraire, rendező: Yves-André Hubert (tévéfilm)
- 1988 – Rouget le braconnier, rendező: Gilles Cousin
- 1989 – Comédie d'amour, rendező: Jean-Pierre Rawson
- 1989 – Találkozás (Reunion), rendező: Jerry Schatzberg
- 1990 – A szivárványtolvaj (The Rainbow Thief), rendező: Alejandro Jodorowsky

### Díszlettervező-asszisztensként
- 1930 – Párizsi háztetők alatt (Sous les toits de Paris), rendező: René Clair
- 1930 – David Golder, rendező: Julien Duvivier
- 1931 – Jean de la lune, rendező: Jean Choux
- 1931 – A millió (Le millon), rendező: René Clair
- 1931 – Le bal, rendező: Wilhelm Thiele
- 1931 – Les cinq gentlemen maudits, rendező: Julien Duvivier
- 1931 – Miénk a szabadság (A nous la liberté), rendező: René Clair
- 1932 – Július 14. (Quatorze juillet), rendező: René Clair
- 1933 – Ciboulette, rendező: Claude Autant-Lara
- 1933 – Le grand jeu, rendező: Jacques Feyder
- 1933 – Lac aux dames, rendező: Marc Allégret
- 1934 – Ámok (Amok), rendező: Fedor Ozep
- 1934 – Zouzou, rendező: Marc Allégret
- 1934 – L’hôtel du libre échange, rendező: Marc Allégret
- 1934 – Hotel Mimóza (Pension Mimosas), rendező: Marc Allégret
- 1934 – Justin de Marseille, rendező: Maurice Tourneur
- 1935 – Les beaux jours, rendező: Marc Allégret
- 1935 – Princesse tam-tam, rendező: Edmond T. Gréville
- 1935 – Csintalan asszonyok (La kermesse héroïque), rendező: Jacques Feyder
- 1936 – Ahogy tetszik (As You Like It), rendező: Paul Czinner

### Színészként
- 1934 – L'hôtel du libre échange, rendező: Marc Allégret
- 1956 – Ariane, rendező: Billy Wilder
- 1957 – Délutáni szerelem (Love in the Afternoon), rendező: Billy Wilder
- 1958 – Paris mange son pain, rendező: Pierre Prévert
- 1981 – Le roi des cons, rendező: Claude Confortès
- 1989 – Találkozás (Reunion), rendező: Jerry Schatzberg

### Producerként
- 1963 – Irma, te édes (Irma la Douce), rendező: Billy Wilder
- 1964 – Bűbájos gyilkosok (Behold a Pale Horse), rendező: Billy Wilder

## Bibliográfia
- Alexandre Trauner et Jean-Pierre Berthomé: Décors de cinéma, Jade-Flammarion, Párizs, 1988 ISBN 978-2082030052